# Черрето-Кастелло
Черрето-Кастелло (італ. Cerreto Castello, п'єм. Ciarèj) — муніципалітет в Італії, у регіоні П'ємонт,  провінція Б'єлла.
Черрето-Кастелло розташоване на відстані близько 540 км на північний захід від Рима, 70 км на північний схід від Турина, 9 км на схід від Б'єлли.
Населення — 642 особи (2014).
Щорічний фестиваль відбувається 3 липня. Покровитель — San Tommaso.

## Демографія
Населення за роками:

Станом на 31 грудня 2014 року в муніципалітеті офіційно проживали 33 іноземці з 10 країн, серед них 13 громадян країн Євросоюзу.

## Сусідні муніципалітети
- Коссато
- Куаренья
- Вальденго
- Вільяно-Б'єллезе